# Thomas Wuntschek
Thomas Josef Wuntschek (* 14. Februar 1970) ist ein ehemaliger österreichischer Fußballspieler und nunmehriger -trainer.

## Karriere

### Als Spieler
Wuntschek spielte bis 1995 beim SVG Bleiburg. Zur Saison 1995/96 wechselte er zum Zweitligisten SAK Klagenfurt. Sein Debüt in der zweiten Liga gab er im August 1995, als er am ersten Spieltag jener Saison gegen den Favoritner AC in der Startelf stand. Bis Saisonende kam er zu 24 Zweitligaeinsätzen, in denen er drei Tore erzielte. Mit den SAK stieg er zu Saisonende in die Regionalliga ab.
Zur Saison 1997/98 wechselte Wuntschek zum Annabichler SV. Zur Saison 1998/99 schloss er sich dem Wolfsberger AC an. Im Sommer 2000 wechselte er innerhalb Wolfsbergs zum FC St. Michael. Im Jänner 2003 kehrte er zum SAK zurück, bei dem er nach der Saison 2002/03 seine Karriere beendete.

### Als Trainer
Wuntschek übernahm zur Saison 2003/04 den SAK Klagenfurt als Cheftrainer. Nach einer Spielzeit verließ er den SAK wieder. Zur Saison 2005/06 wurde er ein zweites Mal Trainer der Klagenfurter, diesmal dauerte sein Engagement allerdings nur zwei Monate. In der Saison 2006/07 trainierte er den viertklassigen ATSV Wolfsberg.
Zur Saison 2007/08 wurde er Trainer des Ligakonkurrenten SK Treibach, den er bis September 2008 trainierte. Im April 2009 übernahm er den ebenfalls viertklassigen FC St. Michael, den er bis zum Ende der Saison 2008/09 betreute. Zwischen 2011 und 2013 war Wuntschek Trainer des fünftklassigen ASKÖ St. Michael/Bleiburg. Zur Saison 2015/16 wurde er Trainer der sechstklassigen Zweitmannschaft des SAK, die er eine Spielzeit lang betreute. Zur Saison 2019/20 übernahm er ein zweites Mal den FC St. Michael. Im Jänner 2020 trennten sich die Wolfsberger von ihm.